# Bitwa pod Ostrołęką (1807)
Bitwa pod Ostrołęką  – bitwa stoczona 16 lutego 1807 roku podczas kampanii zimowej wojny 1806/1807 pomiędzy wojskami francuskimi a rosyjskimi.

## Przed bitwą
W październiku 1806 roku król pruski, Fryderyk Wilhelm III wypowiedział wojnę Napoleonowi. Porażki armii pruskiej pod Jeną i Auerstedt spowodowały, iż szczególnie liczono na pomoc cara Rosji, Aleksandra I. 13 listopada korpus rosyjski gen. Levina Augusta von Bennigsena znalazł się pod Ostrołęką, by pomaszerować dalej, ku Wiśle. Następny korpus rosyjski, który przechodził przez Ostrołękę, pod dowództwem gen. Friedricha Wilhelma von Buxhoevedena nieudanie współpracował z formacją Bennigsena. W ten sposób Rosjanie cofający się przed Francuzami w końcu grudnia znów pojawili się w Ostrołęce.
W początkach 1807 roku linia frontu ciągnęła się od Ostrołęki do Morza Bałtyckiego. Do Ostrołęki Napoleon wysłał 5 korpus dowodzony przez gen. Savary’ego, liczący 18–20 tys. ludzi.
W początkach lutego 1807 roku gen. Bennigsen wydał rozkaz gen. Iwanowi Nikołajewiczowi Essenowi, by ten atakował wojska francuskie w rejonie Pułtuska i Broku. Ofensywa Essena okazała się skuteczna, gdyż Savary wycofał się do Pułtuska. Następnie korpus Savary’ego został wzmocniony przez dywizję grenadierów, dowodzonych przez gen. Charlesa Oudinota. 10 lutego większość wojsk Savary’ego pojawiła się w Ostrołęce.

## Bitwa

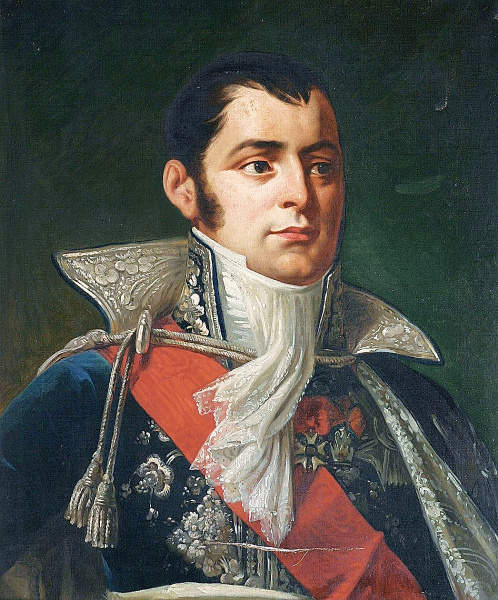
Generał Anne-Jean-Marie-Rene Savary

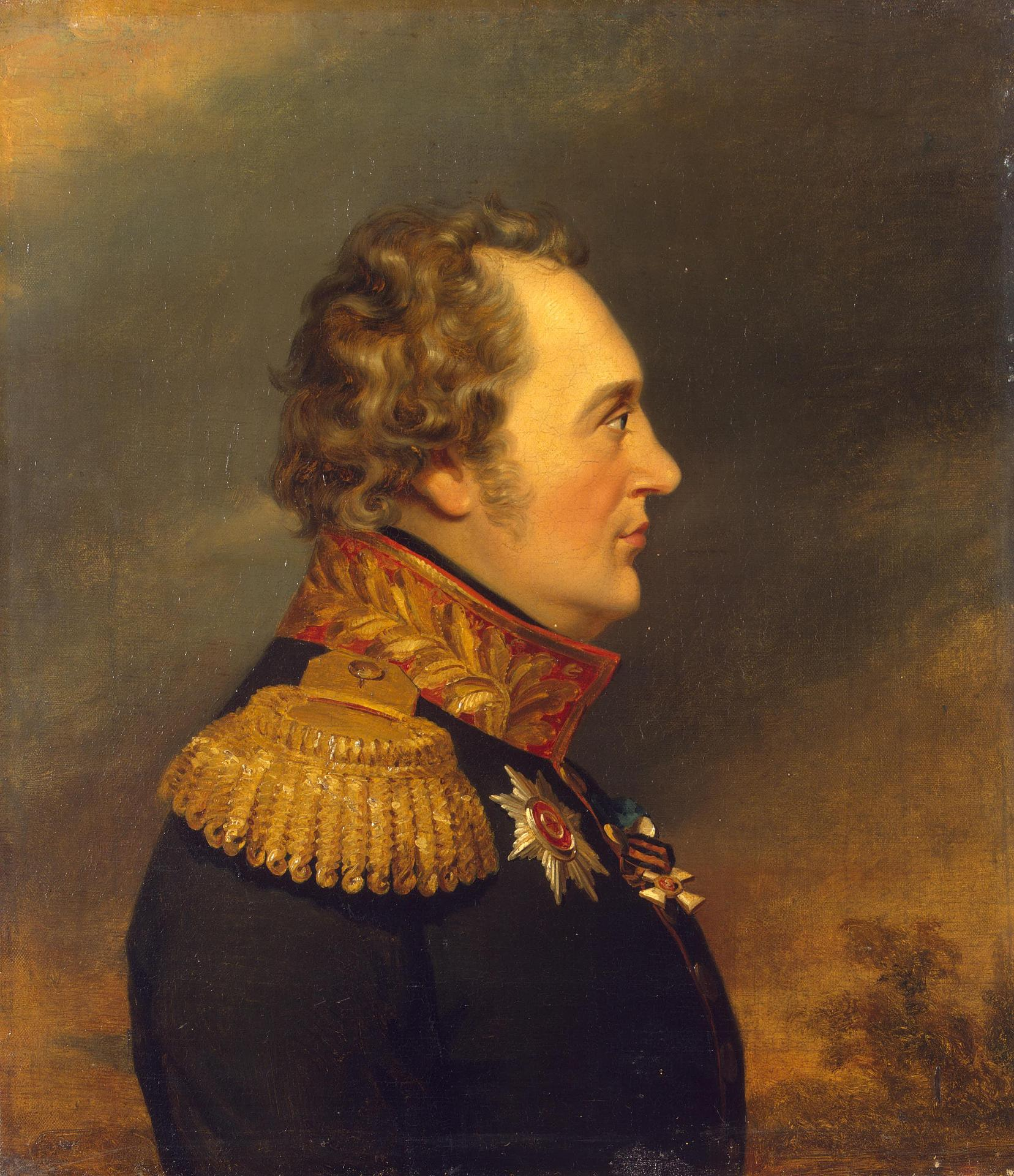
Gen. Iwan Nikołajewicz Essen

Bitwa pod Ostrołęką odbyła się na rozkaz gen. Bennigsena, w myśl którego gen. Essen miał zaatakować Savary’ego i skierować się do Prus. Przechwycona depesza Essena zaadresowana do Bennigsena unaoczniła Francuzom skalę zagrożenia. Rosjanie zbliżali się do Ostrołęki w dwóch kolumnach wojsk. 15 lutego starli się z brygadą gen. Graindorge’a.
Francuzi wycofali się przed liczniejszymi Rosjanami. Znajdujące się pod Ostrołęką 8 batalionów francuskich przyjęło uderzenie 13 tys. Rosjan. Rosjanie zepchnęli Francuzów w głąb miasta. Francuskie dowództwo przejął gen. Reille, a około godziny 13.00 do miasta zaczęli wkraczać dragoni, dywizje generałów Sucheta i Oudinota. Siły francuskie powiększyły się w ten sposób do około 19 tys. ludzi. Wzmocnieni Francuzi odparli natarcie Rosjan około godziny 14.00–15.00.
Dzięki wzmocnieniu przez dywizję Oudinota wojska francuskie okazały się silniejsze i przez cały następny dzień (17 lutego) ścigały Rosjan. W ten sposób bitwa pod Ostrołęką zakończyła się zwycięstwem wojsk francuskich.

## Skutki

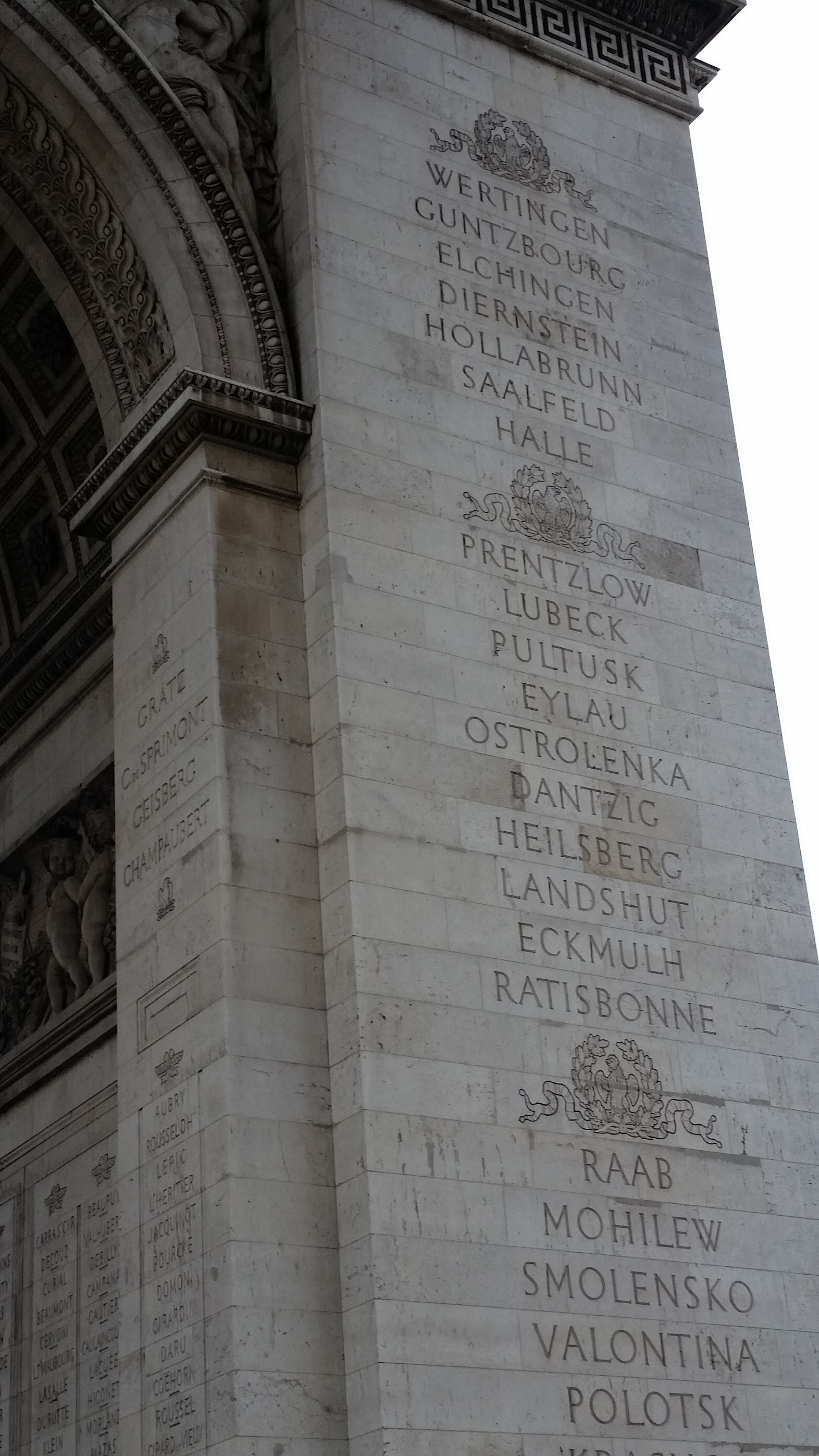
Łuk Triumfalny w Paryżu z nazwą bitwy pod Ostrołęką

Rosjanie doznali ciężkich strat. Zabitych zostało ich ponad tysiąc, a do tego około 3 tys. było rannych. Francuzów zabitych zostało około kilkuset, a do tego około tysiąc żołnierzy zostało rannych. W niedługim czasie po bitwie Francuzi wycofali się jednak za Orzyc. Zniszczeniu uległ most w Ostrołęce.

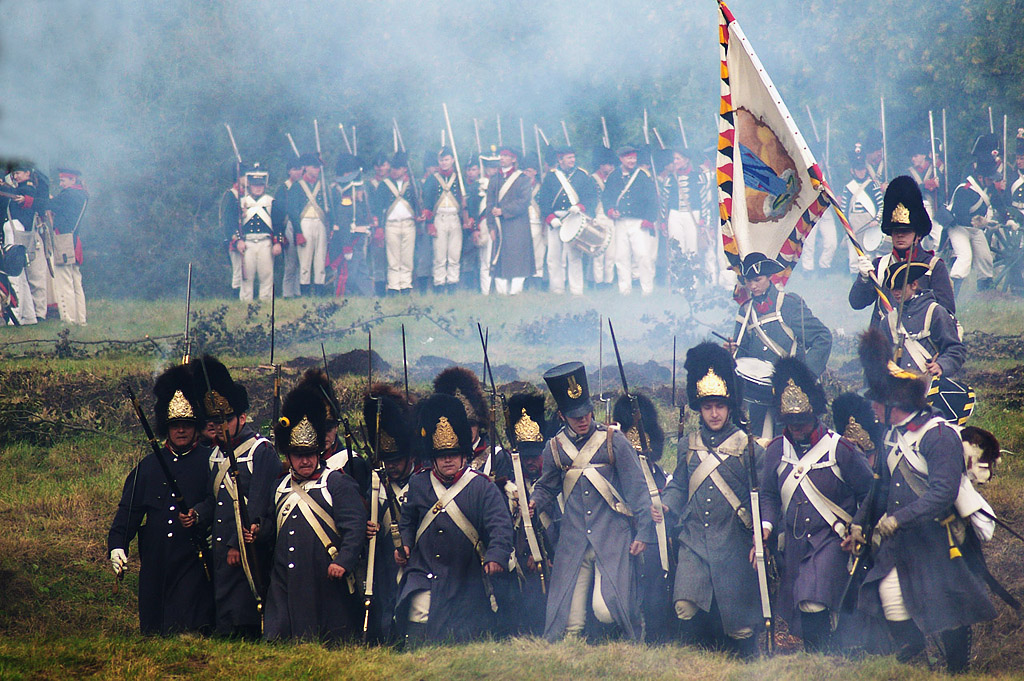
Fragment rekonstrukcji bitwy pod Ostrołęką 1807

Napoleon nie był zadowolony z dowodzenia generała Savary’ego, który nie zlikwidował trwale zagrożenia rosyjskiego na północnym Mazowszu. Niezadowolenie przejawiał z powodu porażki także Aleksander I. Po bitwie swoje stanowiska utracili dowódcy wojsk: gen. Savary zastąpiony został przez marszałka André Massénę, a gen. Essen przez gen. Nikołaja A. Tuczkowa.

## Upamiętnienie
Bitwa została upamiętniona zapisem na wschodnim filarze Łuku Triumfalnego w Paryżu.